# Земельний суд

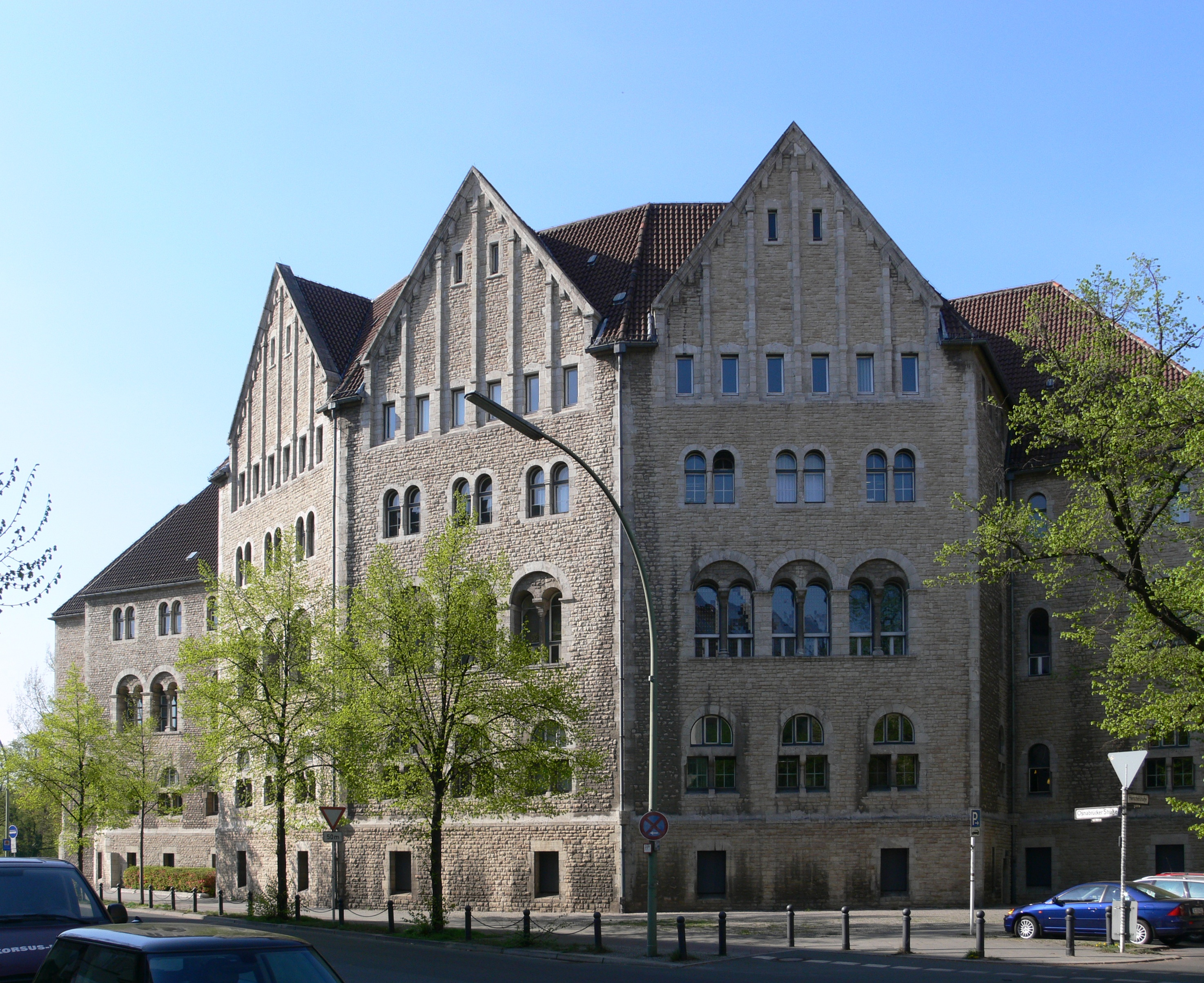
Земельний суд Берліна — найбільший земельний суд Німеччини

Земельний суд (нім. Landgericht) у Німеччині, Австрії, Швейцарії та Ліхтенштейні — суд другої ланки загальної юрисдикції (нім. ordentliche Gerichtsbarkeit), що займає проміжне положення між окружним судом і вищим земельним судом. Створені 1877 року. У підпорядкуванні земельного суду перебувають кілька окружних судів, розташованих на його території.
Сукупність земельних судів утворюють юрисдикцію Вищого суду федеральної землі. Виняток становлять лише міста-держави Берлін, Гамбург і Бремен, а також земля Саар. Всього в Німеччині існує 115 земельних судів і 24 вищих судів федеральних земель.

## Список земельних судів Німеччини
- Вищий земельний суд Ростока
  - Земельний суд Нойбранденбурга (Landgericht Neubrandenburg)
  - Земельний суд Ростока (Landgericht Rostock)
  - Земельний суд Шверіна (Landgericht Schwerin)
  - Земельний суд Штральзунда (Landgericht Stralsund)
- Бранденбурзький вищий земельний суд
  - Земельний суд Котбуса (Landgericht Cottbus)
  - Земельний суд Франкфурта-на-Одері (Landgericht Frankfurt (Oder))
  - Земельний суд Нойруппіна (Landgericht Neuruppin)
  - Земельний суд Потсдама (Landgericht Potsdam)
- Камерний суд
  - Земельний суд Берліна (Landgericht Berlin)
- Вищий земельний суд Наумбурга
  - Земельний суд Дессау-Росслау (Landgericht Dessau-Roßlau)
  - Земельний суд Галле (Landgericht Halle)
  - Земельний суд Магдебурга (Landgericht Magdeburg)
  - Земельний суд Штендаля (Landgericht Stendal)
- Вищий земельний суд Дрездена
  - Земельний суд Хемніца (Landgericht Chemnitz)
  - Земельний суд Дрездена (Landgericht Dresden)
  - Земельний суд Герліца (Landgericht Görlitz)
  - Земельний суд Лейпцига (Landgericht Leipzig)
  - Земельний суд Цвікау (Landgericht Zwickau)
- Тюринзький вищий земельний суд
  - Земельний суд Ерфурта (Landgericht Erfurt)
  - Земельний суд Гери (Landgericht Gera)
  - Земельний суд Майнінгена (Landgericht Meiningen)
  - Земельний суд Мюльгаузена (Landgericht Mühlhausen)
- Шлезвіг-гольштейнський вищий земельний суд
  - Земельний суд Фленсбурга (Landgericht Flensburg)
  - Земельний суд Іцехо (Landgericht Itzehoe)
  - Земельний суд Кіля (Landgericht Kiel)
  - Земельний суд Любека (Landgericht Lübeck)
- Вищий земельний суд Целле
  - Земельний суд Бюккебурга (Landgericht Bückeburg)
  - Земельний суд Ганновера (Landgericht Hannover)
  - Земельний суд Гільдесгайма (Landgericht Hildesheim)
  - Земельний суд Люнебурга (Landgericht Lüneburg)
  - Земельний суд Штаде (Landgericht Stade)
  - Земельний суд Фердена (Landgericht Verden)
- Вищий земельний суд Ольденбурга
  - Земельний суд Ауриха (Landgericht Aurich)
  - Земельний суд Ольденбурга (Landgericht Oldenburg)
  - Земельний суд Оснабрюка (Landgericht Osnabrück)
- Вищий земельний суд Брауншвейга
  - Земельний суд Брауншвейга (Landgericht Braunschweig)
  - Земельний суд Геттінгена (Landgericht Göttingen)
- Ганзейський вищий земельний суд
  - Земельний суд Гамбурга (Landgericht Hamburg)
- Ганзейський вищий земельний суд Бремена
  - Земельний суд Бремена (Landgericht Bremen)
- Вищий земельний суд Гамма
  - Земельний суд Арнсберга (Landgericht Arnsberg)
  - Земельний суд Білефельда (Landgericht Bielefeld)
  - Земельний суд Бохума (Landgericht Bochum)
  - Земельний суд Детмольда (Landgericht Detmold)
  - Земельний суд Дортмунда (Landgericht Dortmund)
  - Земельний суд Ессена (Landgericht Essen)
  - Земельний суд Гагена (Landgericht Hagen)
  - Земельний суд Мюнстера (Landgericht Münster)
  - Земельний суд Падеборна (Landgericht Paderborn)
  - Земельний суд Зігена (Landgericht Siegen)
- Вищий земельний суд Дюссельдорфа
  - Земельний суд Дуйсбурга (Landgericht Duisburg)
  - Земельний суд Дюссельдорфа (Landgericht Düsseldorf)
  - Земельний суд Клеве (Landgericht Kleve)
  - Земельний суд Крефельда (Landgericht Krefeld)
  - Земельний суд Менхенгладбаха (Landgericht Mönchengladbach)
  - Земельний суд Вупперталя (Landgericht Wuppertal)
- Вищий земельний суд Кельна
  - Земельний суд Аахена (Landgericht Aachen)
  - Земельний суд Бонна (Landgericht Bonn)
  - Земельний суд Кельна (Landgericht Köln)
- Вищий земельний суд Кобленца
  - Земельний суд Бад-Кройцнаха (Landgericht Bad Kreuznach)
  - Земельний суд Кобленца (Landgericht Koblenz)
  - Земельний суд Майнца (Landgericht Mainz)
  - Земельний суд Тріра (Landgericht Trier)
- Саарландський вищий земельний суд
  - Земельний суд Саарбрюккена (Landgericht Saarbrücken)
- Вищий земельний суд Франкфурта-на-Майні
  - Земельний суд Дармштадта (Landgericht Darmstadt)
  - Земельний суд Франкфурта-на-Майні (Landgericht Frankfurt am Main)
  - Земельний суд Фульди (Landgericht Fulda)
  - Земельний суд Гіссена (Landgericht Gießen)
  - Земельний суд Ганау (Landgericht Hanau)
  - Земельний суд Касселя (Landgericht Kassel)
  - Земельний суд Лімбурга (Landgericht Limburg)
  - Земельний суд Марбурга (Landgericht Marburg)
  - Земельний суд Вісбадена (Landgericht Wiesbaden)
- Пфальцький вищий земельний суд
  - Земельний суд Франкенталя (Landgericht Frankenthal (Pfalz))
  - Земельний суд Кайзерлаутерна (Landgericht Kaiserslautern)
  - Земельний суд Ландау (Landgericht Landau i. d. Pfalz)
  - Земельний суд Цвайбрюккена (Landgericht Zweibrücken)
- Вищий земельний суд Карлсруе
  - Земельний суд Баден-Бадена (Landgericht Baden-Baden)
  - Земельний суд Фрайбурга (Landgericht Freiburg)
  - Земельний суд Гайдельберга (Landgericht Heidelberg)
  - Земельний суд Карлсруе (Landgericht Karlsruhe)
  - Земельний суд Констанца (Landgericht Konstanz)
  - Земельний суд Мангейма (Landgericht Mannheim)
  - Земельний суд Мосбаха (Landgericht Mosbach)
  - Земельний суд Оффенбурга (Landgericht Offenburg)
  - Земельний суд Вальдсгут-Тінгена (Landgericht Waldshut-Tiengen)
- Вищий земельний суд Штутгарта
  - Земельний суд Елльвангена (Landgericht Ellwangen/Jagst)
  - Земельний суд Гехінгена (Landgericht Hechingen)
  - Земельний суд Гайльбронна (Landgericht Heilbronn)
  - Земельний суд Рафенсбурга (Landgericht Ravensburg)
  - Земельний суд Роттвайля (Landgericht Rottweil)
  - Земельний суд Штутгарта (Landgericht Stuttgart)
  - Земельний суд Тюбінгена (Landgericht Tübingen)
  - Земельний суд Ульма (Landgericht Ulm)
- Вищий земельний суд Мюнхена
  - Земельний суд Аугсбурга (Landgericht Augsburg)
  - Земельний суд Деггендорфа (Landgericht Deggendorf)
  - Земельний суд Інгольштадта (Landgericht Ingolstadt)
  - Земельний суд Кемптена (Landgericht Kempten)
  - Земельний суд Ландсгута (Landgericht Landshut)
  - Земельний суд Меммінгена (Landgericht Memmingen)
  - Земельний суд Мюнхена I (Landgericht München I)
  - Земельний суд Мюнхена II (Landgericht München II)
  - Земельний суд Пассау (Landgericht Passau)
  - Земельний суд Траунштейна (Landgericht Traunstein)
- Вищий земельний суд Бамберга
  - Земельний суд Ашаффенбурга (Landgericht Aschaffenburg)
  - Земельний суд Бамберга (Landgericht Bamberg)
  - Земельний суд Байройта (Landgericht Bayreuth)
  - Земельний суд Кобурга (Landgericht Coburg)
  - Земельний суд Гофа (Landgericht Hof/Saale)
  - Земельний суд Швайнфурта (Landgericht Schweinfurt)
  - Земельний суд Вюрцбурга (Landgericht Würzburg)

## Земельні суди Австрії
- Вищий земельний суд Відня
  - Земельний суд Відня з цивільних справ (Landesgericht für Zivilrechtssachen Wien)
  - Земельний суд Відня з кримінальних справ (Landesgericht für Strafsachen Wien)
  - Торговельний суд Відня (Handelsgericht Wien)
  - Трудовий і соціальний суд Відня (Arbeits- und Sozialgericht Wien)
  - Земельний суд Санкт-Пельтена (Landesgericht St. Pölten)
  - Земельний суд Корнойбурга (Landesgericht Korneuburg)
  - Земельний суд Кремса (Landesgericht Krems an der Donau)
  - Земельний суд Вінер-Нойштадта (Landesgericht Wiener Neustadt)
  - Земельний суд Айзенштадта (Landesgericht Eisenstadt)
- Вищий земельний суд Граца
  - Земельний суд Граца з кримиінальних справ (Landesgericht für Strafsachen Graz)
  - Земельний суд Граца з цивільних справ (Landesgericht für Zivilrechtssachen Graz)
  - Земельний суд Леобена (Landesgericht Leoben)
  - Земельний суд Клагенфурта (Landesgericht Klagenfurt)
- Вищий земельний суд Лінца
  - Земельний суд Лінца (Landesgericht Linz)
  - Земельний суд Ріда (Landesgericht Ried im Innkreis)
  - Земельний суд Штейра (Landesgericht Steyr)
  - Земельний суд Вельса (Landesgericht Wels)
  - Земельний суд Зальцбурга (Landesgericht Salzburg)
- Вищий земельний суд Інсбрука
  - Земельний суд Інсбрука (Landesgericht Innsbruck)
  - Земельний суд Фельдкірха (Landesgericht Feldkirch)

## Земельные суды Другого рейху, Веймарської республіки і Третього рейху

### Земельні суди Пруссії
- Вищий земельний суд Кенігсберга (Східна Пруссія)
  - (Адміністративний округ Кенігсберг)
    - Земельний суд Кенігсберга
    - Земельний суд Бартенштейна
    - Земельний суд Браунсберга

  - (Адміністративний округ Алленштейн)
    - Земельний суд Алленштейна
    - Земельний суд Ліка

  - (Адміністративний округ Гумбіннен)
    - Земельний суд Інстербурга
    - Земельний суд Мемеля (до 1919 року)
    - Земельний суд Тільзита
- Вищий земельний суд Марієнвердера (Західна Пруссія)
  - (Адміністративний округ Данціг)
    - Земельний суд Данціга (до 1919 року)
    - Земельний суд Ельбінга

  - (Адміністративний округ Марієнвердер)
    - Земельний суд Торна (до 1919 року)
    - Земельний суд Грауденца (до 1919 року)
    - Земельний суд Коніца
- Вищий земельний суд Позена (Позен)
  - (Адміністративний округ Позен)
    - Земельний суд Позена (до 1919 року)
    - Земельний суд Лісси (до 1919 року)
    - Земельний суд Мезеріца (до 1919 року)
    - Земельний суд Острово (до 1919 року)

  - (Адміністративний округ Бромберг)
    - Земельний суд Бромберга (до 1919 року)
    - Земельний суд Шнайдемюля (Landgericht Schneidemühl)
- Вищий земельний суд Бреслау (Силезія)
  - (Адміністративний округ Бреслау)
    - Земельний суд Бреслау (Landgericht Breslau)
    - Земельний суд Швайдніца
    - Земельний суд Брига
    - Земельний суд Глаца
    - Земельний суд Оельсса

  - (Адміністративний округ Лігніц)
    - Земельний суд Лігніца
    - Земельний суд Герліца
    - Земельний суд Глогау
    - Земельний суд Гіршберга

  - (Адміністративний округ Оппельн)
    - Земельний суд Оппельна
    - Земельний суд Бойтена
    - Земельний суд Гляйвіца
    - Земельний суд Найссе
    - Земельний суд Ратибора
- Вищий земельний суд Штеттина (Померанія)
  - (Адміністративний округ Штеттин)
    - Земельний суд Штеттина (Landgericht Stettin)
    - Земельний суд Штаргарда (Landgericht Stargard)

  - (Адміністративний округ Кьослін)
    - Земельний суд Кьосліна (Landgericht Köslin)
    - Земельний суд Штольпа (Landgericht Stolp)

  - (Адміністративний округ Штральзунд)
    - Земельний суд Грайфсвальда (Landgericht Greifswald)
- Камерний суд (Бранденбург)
  - (Адміністративний округ Берлін)
    - Земельний суд Берліна (Landgericht Berlin)

  - (Адміністративний округ Франкфурт)
    - Земельний суд Франкфурта-на-Одері (Landgericht Frankfurt (Oder))
    - Земельний суд Котбуса (Landgericht Cottbus)
    - Земельний суд Ландсберга
    - Земельний суд Губена (Landgericht Guben)

  - (Адміністративний округ Потсдам)
    - Земельний суд Потсдама (Landgericht Potsdam)
    - Земельний суд Пренцлау (Landgericht Prenzlau)
    - Земельний суд Нойруппіна (Landgericht Neuruppin)
- Вищий земельний суд Наумбурга (Саксонія)
  - (Адміністративний округ Магдебург)
    - Земельний суд Магдебурга
    - Земельний суд Гальберштадта (Landgericht Halberstadt)
    - Земельний суд Штендаля

  - (Адміністративний округ Мерзебург)
    - Земельний суд Галле
    - Земельний суд Наумбурга (Landgericht Naumburg)
    - Земельний суд Торгау (Landgericht Torgau)

  - (Адміністративний округ Ерфурт)
    - Земельний суд Ерфурта
    - Земельний суд Нордгаузена
- Вищий земельний суд Кіля (Шлезвіг-Гольштейн)
  - Земельний суд Кіля
  - Земельний суд Альтони (Landgericht Altona)
  - Земельний суд Фленсбурга
- Вищий земельний суд Целле (Ганновер)
  - (Адміністративний округ Аурих)
    - Земельний суд Ауриха (Landgericht Aurich)

  - (Адміністративний округ Гільдесгайм)
    - Земельний суд Гільдесгайма (Landgericht Hildesheim)
    - Земельний суд Геттінгена (Landgericht Göttingen)

  - (Адміністративний округ Ганновер)
    - Земельний суд Ганновера (Landgericht Hannover)

  - (Адміністративний округ Люнебург)
    - Земельний суд Люнебурга (Landgericht Lüneburg)

  - (Адміністративний округ Оснабрюк)
    - Земельний суд Оснабрюка (Landgericht Osnabrück)

  - (Адміністративний округ Штаде)
    - Земельний суд Штаде (Landgericht Stade)
    - Земельний суд Фердена (Landgericht Verden)
- Вищий земельний суд Гамма (Вестфалія)
  - (Адміністративний округ Арнсберг)
    - Земельний суд Арнсберга (Landgericht Arnsberg)
    - Земельний суд Бохума (Landgericht Bochum)
    - Земельний суд Дортмунда (Landgericht Dortmund)
    - Земельний суд Гагена (Landgericht Hagen)

  - (Адміністративний округ Мінден)
    - Земельний суд Білефельда (Landgericht Bielefeld)
    - Земельний суд Падеборна (Landgericht Paderborn)

  - (Адміністративний округ Мюнстер)
    - Земельний суд Мюнстера (Landgericht Münster)
- Вищий земельний суд Кельна (Рейнська провінція)
  - (Адміністративний округ Аахен)
    - Земельний суд Аахена (Landgericht Aachen)

  - (Адміністративний округ Кельн)
    - Земельний суд Кельна (Landgericht Köln)
    - Земельний суд Бонна (Landgericht Bonn)

  - (Адміністративний округ Дюссельдорф)
    - Земельний суд Дюссельдорфа (Landgericht Düsseldorf)
    - Земельний суд Дуйсбурга (Landgericht Duisburg)
    - Земельний суд Ессена (Landgericht Essen)
    - Земельний суд Клеве (Landgericht Kleve)
    - Земельний суд Ельберфельда

  - (Адміністративний округ Кобленц)
    - Земельний суд Кобленца (Landgericht Koblenz)
    - Земельний суд Нойвіда

  - (Адміністративний округ Тріра)
    - Земельний суд Тріра (Landgericht Trier)
    - Земельний суд Саарбрюккена (Landgericht Saarbrücken)

  - (Адміністративний округ Зігмарінген)
    - Земельний суд Геггінгена
- Вищий земельний суд Франкфурта-на-Майні (Гессен-Нассау)
  - (Адміністративний округ Кассель)
    - Земельний суд Касселя (Landgericht Kassel)
    - Земельний суд Ганау (Landgericht Hanau)
    - Земельний суд Марбурга (Landgericht Marburg)

  - (Адміністративний округ Вісбаден)
    - Земельний суд Вісбадена (Landgericht Wiesbaden)
    - Земельний суд Франкфурта-на-Майні (Landgericht Frankfurt am Main)
    - Земельний суд Лімбурга (Landgericht Limburg)

### Земельні суди Мекленбурга
- Земельний суд Ростока (Landgericht Rostock)
- Земельний суд Шверіна (Landgericht Schwerin)
- Земельний суд Гюстрова (Landgericht Güstrow)
- Земельний суд Нойбранденбурга (Landgericht Neubrandenburg)
- Земельний суд Нойштреліца (Landgericht Neustrelitz)

### Земельні суди Ангальта
- Земельний суд Дессау (Landgericht Dessau)

### Земельні суди Саксонії
- Вищий земельний суд Дрездена
  - Земельний суд Лейпцига (Landgericht Leipzig)
  - Земельний суд Дрездена (Landgericht Dresden)
  - Земельний суд Хемніца (Landgericht Chemnitz)
  - Земельний суд Цвіккау (Landgericht Zwickau)
  - Земельний суд Баутцена (Landgericht Bautzen)
  - Земельний суд Плауена (Landgericht Plauen)
  - Земельний суд Фрайберга (Landgericht Freiberg)

### Земельні суди Тюрингії
- Тюринзький вищий земельний суд
  - Земельний суд Гери (Landgericht Gera)
  - Земельний суд Мейнінгена (Landgericht Meiningen)
  - Земельний суд Мюльгаузена (Landgericht Mühlhausen)
  - Земельний суд Альтенбурга (Landgericht Altenburg)
  - Земельний суд Айзенаха (Landgericht Eisenach)
  - Земельний суд Готи (Landgericht Gotha)
  - Земельний суд Грейца (Landgericht Greiz)
  - Земельний суд Нордгаузена (Landgericht Nordhausen)
  - Земельний суд Рудольштадта (Landgericht Rudolstadt)
  - Земельний суд Веймара (Landgericht Weimar)

### Земельні суди ганзейських міст
- Ганзейський вищий земельний суд
  - Земельний суд Гамбурга (Landgericht Hamburg)
  - Земельний суд Бремена (Landgericht Bremen)
  - Земельний суд Любека (Landgericht Lübeck)

### Земельні суди Ольденбурга
- Вищий земельний суд Ольденбурга
  - Земельний суд Ольденбурга (Landgericht Oldenburg)

### Земельні суди Брауншвейгу
- Вищий земельний суд Брауншвейгу
  - Земельний суд Брауншвейга (Landgericht Braunschweig)

### Земельні суди Шаумбург-Ліппе
- Земельний суд Бюккебурга (Landgericht Bückeburg)

### Земельні суди Ліппе
- Земельний суд Детмольда (Landgericht Detmold)

### Земельні суди Гессена
- Вищий земельний суд Дармштадта
  - Земельний суд Дармштадта (Landgericht Darmstadt)
  - Земельний суд Гіссена (Landgericht Gießen)
  - Земельний суд Майнца (Landgericht Mainz)

### Земельні суди Бадену
- Вищий земельний суд Карлсруе
  - (Земельний комісарський округ Карлсруе)
    - Земельний суд Карлсруе (Landgericht Karlsruhe)

  - (Земельний комісарський округ Фрайбург)
    - Земельний суд Фрайбурга (Landgericht Freiburg)
    - Земельний суд Оффенбурга (Landgericht Offenburg)

  - (Земельний комісарський округ Констанц)
    - Земельний суд Констанца (Landgericht Konstanz)
    - Земельний суд Вальдсгут-Тінгена (Landgericht Waldshut-Tiengen)

  - (Земельний комісарський округ Маннхейм)
    - Земельний суд Мангейма (Landgericht Mannheim)
    - Земельний суд Мосбаха (Landgericht Mosbach)

### Земельні суди Вюртемберг
- Вищий земельний суд Штутгарту
  - Земельний суд Ельвангена (Landgericht Ellwangen/Jagst)
  - Земельний суд Гайльбронна (Landgericht Heilbronn)
  - Земельний суд Рафенсбурга (Landgericht Ravensburg)
  - Земельний суд Ротвайля (Landgericht Rottweil)
  - Земельний суд Штутгарта (Landgericht Stuttgart)
  - Земельний суд Тюбінгена (Landgericht Tübingen)
  - Земельний суд Ульма (Landgericht Ulm)

### Земельні суди Баварії
- Верховний земельний суд Баварії (Bayerisches Oberstes Landesgericht)
  - Вищий земельний суд Мюнхена
    - (Верхня Баварія)
      - Земельний суд Мюнхена I (Landgericht München I)
      - Земельний суд Мюнхена II (Landgericht München II)
      - Земельний суд Інгольштадта (Landgericht Ingolstadt)
      - Земельний суд Траунштейна (Landgericht Traunstein)

    - (Нижня Баварія)
      - Земельний суд Деггендорфа (Landgericht Deggendorf)
      - Земельний суд Ландсгута (Landgericht Landshut)
      - Земельний суд Меммінгена (Landgericht Memminge n)
      - Земельний суд Пассау (Landgericht Passau)

  - Вищий земельний суд Аугсбурга (Oberlandesgericht Augsburg) (Швабія)
    - Земельний суд Аугсбурга (Landgericht Augsburg)
    - Земельний суд Кемптена (Landgericht Kempten)
    - Земельний суд Меммінгена (Landgericht Memmingen)
    - Земельний суд Нойбурга (Landgericht Neuburg an der Donau)
    - Земельний суд Айхштета (Landgericht Eichstätt)

  - Вищий земельний суд Бамберга
    - (Нижня Франконія)
      - Земельний суд Ашаффенбурга (Landgericht Aschaffenburg)
      - Земельний суд Швайнфурта (Landgericht Schweinfurt)
      - Земельний суд Вюрцбурга (Landgericht Würzburg)

    - (Верхня Франконія)
      - Земельний суд Бамберг (Landgericht Bamberg)
      - Земельний суд Байройт (Landgericht Bayreuth)
      - Земельний суд Кобурга (Landgericht Coburg)
      - Земельний суд Хофа (Landgericht Hof/Saale)

  - Вищий земельний суд Нюрнбергу
    - (Верхній Пфальц)
      - Земельний суд Амберга (Landgericht Amberg)
      - Земельний суд Регенсбурга (Landgericht Regensburg)
      - Земельний суд Вайдена (Landgericht Weiden in der Oberpfalz)

    - (Середня Франконія)
      - Земельний суд Ансбаха (Landgericht Ansbach)
      - Земельний суд Нюрнберга-Фюрта (Landgericht Nürnberg-Fürth)

  - Вищий земельний суд Цвайбрюккена (Пфальц)
    - Земельний суд Франкенталя (Landgericht Frankenthal (Pfalz))
    - Земельний суд Кайзерслаутерна (Landgericht Kaiserslautern)
    - Земельний суд Ландау (Landgericht Landau id Pfalz)
    - Земельний суд Цвайбрюккена (Landgericht Zweibrücken)

### Земельні суди в рейхсгау (1938—1945)
- Вищий земельний суд Данцига (Oberlandesgericht Danzig) (райхсгау Данциг-Західна Пруссія)
  - Земельний суд Данцига (Landgericht Danzig)
  - Земельний суд Бромберга (Landgericht Bromberg)
  - Земельний суд Ельбінга (Landgericht Elbing)
  - Земельний суд Грауденца (Landgericht Graudenz)
  - Земельний суд Коніца (Landgericht Konitz)
  - Земельний суд Марієнвердера (Landgericht Marienwerder)
  - Земельний суд Торна (Landgericht Thorn)
- Вищий земельний суд Лейтмеріца (Oberlandesgericht Leitmeritz) (райхсгау Судетенланд)
  - Земельний суд Боміш-Лайпи (Landgericht Böhmisch-Leipa)
  - Земельний суд Брюкса (Landgericht Brüx)
  - Земельний суд Егера (Landgericht Eger)
  - Земельний суд Лейтмеріца (Landgericht Leitmeritz)
  - Земельний суд Меріш-Шонберга (Landgericht Mährisch Schönberg)
  - Земельний суд Нойтішайна (Landgericht Neutischein)
  - Земельний суд Райхенберга (Landgericht Reichenberg)
  - Земельний суд Траутенау (Landgericht Trautenau)
  - Земельний суд Троппау (Landgericht Troppau)